# Dichodontus coronatus
Dichodontus coronatus är en skalbaggsart som beskrevs av Hermann Burmeister 1847. Dichodontus coronatus ingår i släktet Dichodontus och familjen Dynastidae. Inga underarter finns listade i Catalogue of Life.